# Nederlandse Vereniging voor Autisme
De Nederlandse Vereniging voor Autisme (NVA) is een vereniging "(...) die zich inzet voor de belangen van mensen met autisme en hun naasten in alle levensfasen en op alle levensterreinen."

## De vereniging
De vereniging is opgericht in 1978. Willem Carel Momma (1930), de vader van Kees Momma (1965), was een van de oprichters en de eerste voorzitter. Eind 2020 telde de NVA ruim 11.000 leden. Ze functioneert in elf regio's en is gevestigd in Bilthoven. Naast belangenbehartiging heeft de NVA als doel het geven van informatie en advies en stimuleert ze lotgenotencontact. De vereniging geeft een ledenblad uit en een wetenschappelijk tijdschrift.

## Congressen en themadagen
Eenmaal per jaar wordt er een landelijk autismecongres georganiseerd. Daarnaast zijn er themadagen rondom een specifiek onderwerp waar mensen met autisme in de dagelijkse praktijk mee te maken hebben.

## Overige activiteiten
Samen met het AutismeFonds wordt jaarlijks een Autismeweek georganiseerd. De NVA heeft verder een informatie- en advieslijn voor vragen over autisme.
De NVA geeft de Autipas uit en organiseert Auti-Doe-Dagen en Auti Actie Dagen. Ook is de sociale app AutThere ontwikkeld voor jongeren met autisme.
Ook geeft de NVA brochures uit en heeft ze een zesdelige serie op dvd uitgebracht over de impact die autisme op het dagelijks leven heeft. Andere producten zijn de voorlichtingsfilms Als autisme niet opvalt en AutiDelict (over autisme en justitie).
In 2015 werd gestart met een Steunpunt Autisme en werk.
De NVA kent een negental ambassadeurs, namelijk de schrijfster Birsen Başar, de havo-leerling Elijah Delsink, de zwemkampioen Marc Evers, de cabaretier Fabian Franciscus, Ernst Lanting  ofwel DJ Edlan, de studente Lotte Lefel, Henri Mandemaker, fondsenwerver van de NVA en het AutismeFonds, Jasper Wagteveld, ervaringsdeskundige en trainer, en Wouter Staal, onder meer bijzonder hoogleraar autismespectrumstoornissen.

## Samenwerking met Balans
Op 1 september 2013 werd Swanet Woldhuis aangesteld als interim-directeur van de NVA. Ze werd tevens directeur van Balans, de landelijke vereniging voor ouders van kinderen met leer- en gedragsstoornissen. Door één directeur aan te stellen probeerden beide verenigingen hun slagvaardigheid te vergroten. Vanaf april 2014 werkten de landelijke bureaus van NVA en Balans samen.
Op 21 juni 2014 vond een bestuurlijke fusie tussen NVA en Balans plaats. Beide verenigingen bleven zelfstandig bestaan, maar kregen één bestuur. In 2018 werd besloten om de samenwerking stop te zetten: in 2020 vond de ontvlechting plaats tussen NVA en Balans.

## Directeur
Sinds juni 2022 is Caroline Verkerk directeur. Daarvoor was Karol Henke directeur vanaf maart 2019.